# Yehoshua Bar-Yosef
Yehoshua Bar-Yosef (hebräisch יהושע בר-יוסף; geboren 29. Mai 1912 in Safed; gestorben 7. Oktober 1992 ebenda) war ein israelischer Schriftsteller.

## Leben und Werk
Yehoshua Bar-Yosefs Geburtsstadt Safed liegt im Norden von Eretz Israel und gehörte bis 1920 zum Osmanischen Reich. Sie war im Laufe der Jahrhunderte von mehreren Erdbeben erschüttert worden, unter anderem einem schweren Erdbeben 1837. Als Bar-Yosef vier Jahre alt war, ereignete sich wieder ein großes Erdbeben; darauf zog seine Mutter mit ihm nach Transsilvanien (heute ein Teil von Rumänien). Er bewahrte sich zeitlebens die verklärten Kindheitserinnerungen an seine Geburtsstadt. Er wuchs in einer ultraorthodox jüdischen Familie auf und studierte an einer Jeschiwa in Transsilvanien. 1930 kehrte er nach Eretz Israel zurück, das nun als Teil des Mandatsgebiets Palästina unter britischer Verwaltung stand, und setzte in Jerusalem seine Jeschiwa-Studien fort. In den 1930er Jahren gab er die religiöse Lebensweise auf. Seine erste Erzählung kol chatan wekol kalla (Stimmen von Bräutigam und Braut) wurde 1936 in der Literaturbeilage der Zeitung Davar veröffentlicht. Der Beginn seines Schreibens fällt mit dem Verlassen der traditionellen Gesellschaft zusammen, in der er aufgewachsen war. Dieser Bruch spiegelt sich in seinem Schreiben wider.
Bar-Yosef arbeitete zehn Jahre lang als Zeitungsherausgeber sowie bis 1980 als freier Journalist. Als Schriftsteller verfasste er Romane, Erzählungen, Kurzgeschichten und Theaterstücke. Seine Werke verfasste er auf Hebräisch (Ivrit). Nur wenige wurden übersetzt und keines ins Deutsche (Stand 2019). Seine Theaterstücke Be-Simta'ot Yerushalayim und Shomerei ha-Homot (Wächter der Stadtmauern) kamen im Ohel-Theater auf die Bühne. Seine Autobiografie erschien 1972 unter dem Titel Bein Tzfat Li-Yerushalayim (Zwischen Safed und Jerusalem). Sein Sohn Yosef wurde 1933 geboren, seine Tochter Bilhah 1936 und sein Sohn Yitzhak 1949.
Er erhielt zahlreiche literarische Preise, von denen der Bialik-Preis (1984) der wichtigste ist. In den 1930er bis 1950er Jahren, als er zu schreiben anfing, stand jedoch die Lyrik im Zentrum der hebräischen Literatur; Prosaautoren wie er wurden damals von der kulturellen Elite und der allgemeinen Leserschaft kaum beachtet.
In der Geschichte der modernen hebräischen Literatur wird Bar-Yosef der „dritten Generation“ von Schriftstellern zugerechnet; für sie ist charakteristisch, dass sie nicht in Palästina geboren waren und zwischen den beiden Weltkriegen zu schreiben begannen. (Er war zwar in Safed geboren, aber in Europa aufgewachsen.) Seine frühen Werke sind in einem realistischen Stil verfasst, seine späteren zeigen eine Tendenz zum Symbolismus.

### Einzelne Werke
Bar-Yosefs bedeutendster Roman ir kessuma (Verzauberte Stadt) wurde zunächst von 1949 bis 1951 in drei Teilen veröffentlicht und erschien vollständig 1958. Er spielt Mitte des 19. bis Anfang des 20. Jahrhunderts und verbindet die dokumentarische Beschreibung seiner Heimatstadt Safed mit der Fiktion der Chronik einer dort lebenden Familie Er kombiniert Darstellungen des täglichen Lebens, die mystische Sicht der Kabbalisten sowie historische und Naturereignisse wie das Erdbeben, Seuchen, den Aufstand der Drusen, Krieg und Hungersnot.
Der 1958 erschienene historische Roman sukkat schalom (Hütte des Friedens) thematisiert Safed als Zentrum der Kabbala im 16. Jahrhundert. In diesem Werk setzte Bar-Yosef seine historische Vorlagen freier um als in ir kessuma, wo er näher an den historischen Dokumenten blieb.